# Stagonospora cylindrica
Stagonospora cylindrica är en svampart som beskrevs av Gunnell 1957. Stagonospora cylindrica ingår i släktet Stagonospora och familjen Phaeosphaeriaceae.   Inga underarter finns listade i Catalogue of Life.